# Sporobolus humilis
Sporobolus humilis är en gräsart som beskrevs av Jan Svatopluk Presl. Sporobolus humilis ingår i släktet droppgräs, och familjen gräs. Inga underarter finns listade i Catalogue of Life.